# Tourrettes-sur-Loup
Pour les articles homonymes, voir Tourrette et Tourette.
Cet article possède un paronyme, voir Tourrettes.
Tourrettes-sur-Loup (Tourretto-sus-Loup en provençal) est une commune française située dans le département des Alpes-Maritimes, en région Provence-Alpes-Côte d'Azur. Elle porta le nom de Tourrettes-lès-Vence du XVIe siècle jusqu'à 1894. Ses habitants sont appelés les Tourrettans.
La commune doit sa renommée à son village médiéval situé sur un éperon rocheux dominant la Méditerranée ainsi qu'à la violette, devenue sa principale culture en 1880.

## Géographie

### Localisation
La cité est établie à l'ouest de Vence (5 km), sur un éperon rocheux tombant à pic dont les maisons extérieures forment un rempart surplombant des ravins arborés. Elle se situe ainsi en pays vençois, à 15 km du littoral et 25 km de Nice.

### Communes limitrophes
| Courmes Gourdon | Courmes             | Courmes Vence     |
| Le Bar-sur-Loup | Tourrettes-sur-Loup | Vence             |
| Le Bar-sur-Loup | Roquefort-les-Pins  | La Colle-sur-Loup |

### Géologie et relief
Tourrettes-sur-Loup est comme séparée en deux ensembles géologiques distincts par la RD 2210 (route Vence-Grasse), qui traverse la commune d'est en ouest :
- Au nord, le relief aride s'élève jusqu'au plateau karstique de Saint-Barnabé via la chaîne des puys (d'est en ouest : puy de Naouri, 1 024 m ; puy de Tourrettes, 1 267 m, sur la commune de Courmes ; pic des Courmettes, 1 248 m, point culminant de la commune), visible depuis une bonne partie du littoral azuréen, qui constitue le relief le plus avancé des Préalpes de Grasse dans la continuité des baous, juste à l'est. Excepté les contreforts gagnés par l'habitat contemporain, à proximité du village, la majeure partie de cette zone est incluse dans le parc naturel régional des Préalpes d'Azur ;
- Au sud, des collines boisées de pins et de figuiers de Barbarie sont parcourues de vallons se déversant dans les eaux du Loup. Le paysage est caractérisé par la présence de lauves (dalles, ou pierres plates en provençal), formations géologiques constituées de sédiments déposés là par une mer primitive[2].

Le village est, quant à lui, fixé à 524 m d'altitude et domine les vallons du Cassan et des Bouirades.

### Hydrographie

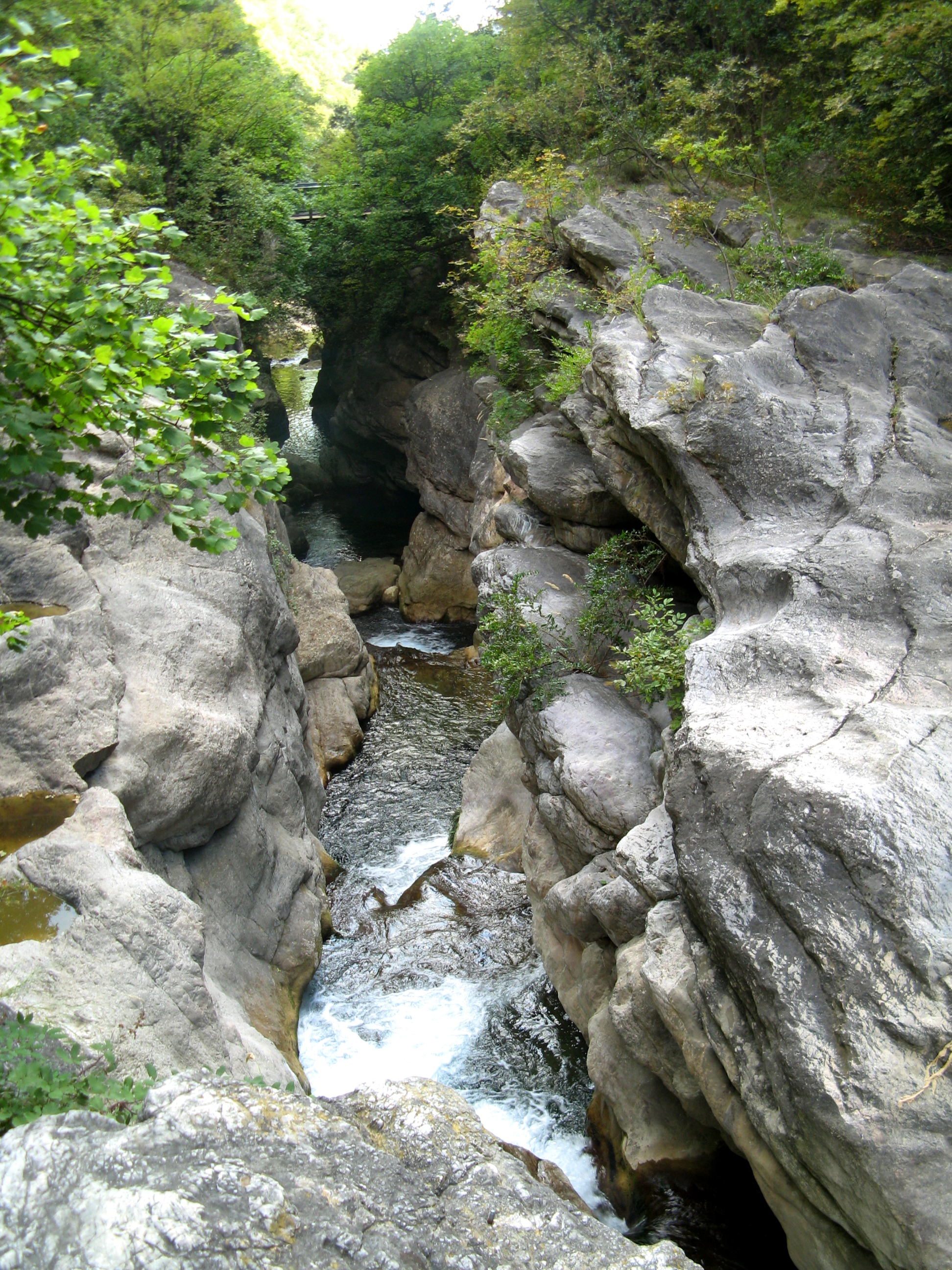
Les gorges du Loup.

La commune appartient dans son intégralité au bassin hydrographique du Loup.
Elle est traversée par les cours d'eau suivants :
- Le fleuve du Loup (49,3 km), auquel elle doit son nom, borde la commune au sud et à l'ouest. Il entre dans la commune par le nord-ouest, au débouché de ses gorges escarpées, passe sous les vestiges du viaduc qui l'enjambait jusqu'à la Seconde Guerre mondiale et atteint le hameau de Pont-du-Loup. Là, il longe les confins occidentaux de la commune (Gourdon, Le Bar-sur-Loup) avant de s'orienter vers l'est et de marquer sa limite sud (Le Bar-sur-Loup, Roquefort-les-Pins) tout en traversant de basses gorges (d'altitude plus réduite que celles situées en amont) jusqu'à La Colle-sur-Loup. Le site naturel du fleuve et de ses rives, dont la faune et la flore sont victimes d'une hausse de fréquentation en saison estivale (randonnées, canyoning, spéléologie, pêche), est classé Natura 2000[4] ;
- Vallons du Cassan, des Bouirades, du Clarel (frontalier de La Colle-sur-Loup et Vence) et Notre-Dame (frontalier de Vence), tous affluents du Loup.

### Voies de communication et transports

#### Transports routiers
- La RD 2210 (ancienne route nationale) traverse la commune d'est en ouest et la relie à Vence ainsi qu'à Grasse en passant par le village et par Pont-du-Loup ;Le viaduc de Cassan, avec le village en arrière-plan.

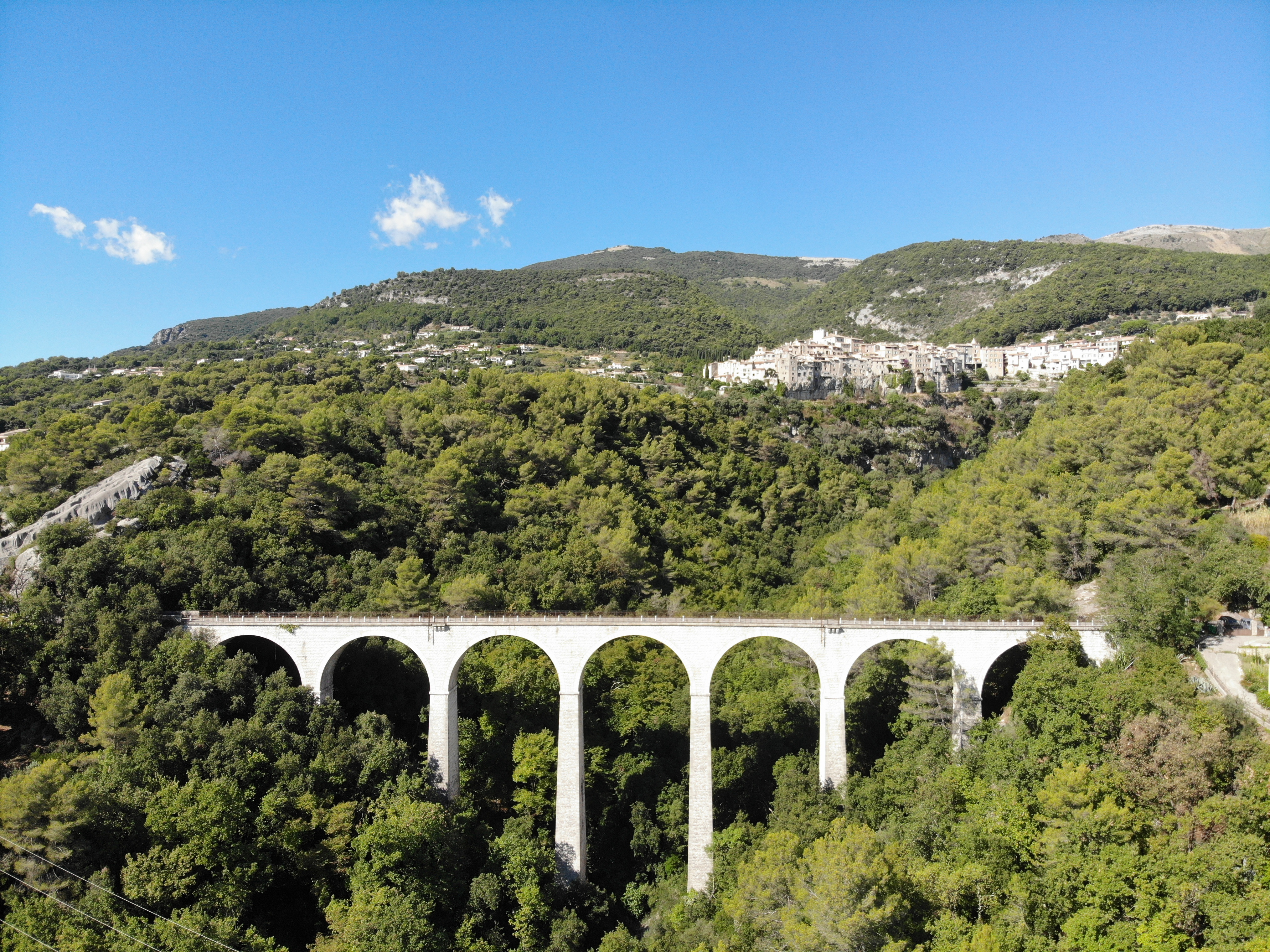
Le viaduc de Cassan, avec le village en arrière-plan.

- La RD 6 longe l'ouest de la commune et permet de rejoindre le littoral, au sud, ou les montagnes, au nord, en direction des stations de ski de Gréolières 1400 et de L'Audibergue via les gorges du Loup et Pont-du-Loup.

#### Transports publics
Tourrettes-sur-Loup est desservie par une ligne du réseau de transport en commun Envibus, qui dessert la Communauté d'agglomération Sophia Antipolis, et se situe sur l'itinéraire de la ligne 651 (Grasse-Vence) du réseau Zou !, desservant la région Sud.
Le village fut desservi par la ligne ferroviaire Central-Var « Train des Pignes » de 1889 jusqu'à la destruction des viaducs du Loup − à Pont-du-Loup − et de Pascaressa − en dessous du village − par l'armée allemande en 1944, près de six ans avant la fermeture définitive de la ligne en 1950.

### Hameaux
Pont-du-Loup, à l'entrée des gorges du Loup, est administrativement divisé entre les communes de Gourdon (4 km) et de Tourrettes-sur-Loup (8 km).

### Climat
Pour des articles plus généraux, voir Climat de Provence-Alpes-Côte d'Azur et Climat des Alpes-Maritimes.
En 2010, le climat de la commune est de type climat méditerranéen franc, selon une étude du Centre national de la recherche scientifique s'appuyant sur une série de données couvrant la période 1971-2000. En 2020, Météo-France publie une typologie des climats de la France métropolitaine dans laquelle la commune est exposée à un climat méditerranéen et est dans la région climatique  Var, Alpes-Maritimes, caractérisée par une pluviométrie abondante en automne et en hiver (250 à 300 mm en automne), un très bon ensoleillement en été (fraction d’insolation > 75 %), un hiver doux (8 °C) et peu de brouillards. 
Pour la période 1971-2000, la température annuelle moyenne est de 14,6 °C, avec une amplitude thermique annuelle de 14,6 °C. Le cumul annuel moyen de précipitations est de 1 031 mm, avec 6,4 jours de précipitations en janvier et 2,7 jours en juillet. Pour la période 1991-2020, la température moyenne annuelle observée sur la station météorologique de Météo-France la plus proche, « Valbonne-Sophia », sur la commune de Valbonne à 9 km à vol d'oiseau, est de 15,9 °C et le cumul annuel moyen de précipitations est de 920,3 mm. 
La température maximale relevée sur cette station est de 38 °C, atteinte le 24 août 2023 ; la température minimale est de −3,3 °C, atteinte le 11 février 2012,,. 
Les paramètres climatiques de la commune ont été estimés pour le milieu du siècle (2041-2070) selon différents scénarios d'émission de gaz à effet de serre à partir des nouvelles projections climatiques de référence DRIAS-2020. Ils sont consultables sur un site dédié publié par Météo-France en novembre 2022.

## Urbanisme

### Typologie
Au 1er janvier 2024, Tourrettes-sur-Loup est catégorisée ceinture urbaine, selon la nouvelle grille communale de densité à 7 niveaux définie par l'Insee en 2022.
Elle appartient à l'unité urbaine de Nice, une agglomération intra-départementale dont elle est une commune de la banlieue,. Par ailleurs la commune fait partie de l'aire d'attraction de Nice, dont elle est une commune de la couronne,. Cette aire, qui regroupe 100 communes, est catégorisée dans les aires de 200 000 à moins de 700 000 habitants,.

### Occupation des sols
L'occupation des sols de la commune, telle qu'elle ressort de la base de données européenne d’occupation biophysique des sols Corine Land Cover (CLC), est marquée par l'importance des forêts et milieux semi-naturels (72 % en 2018), en diminution par rapport à 1990 (74,7 %). La répartition détaillée en 2018 est la suivante : 
forêts (45,4 %), milieux à végétation arbustive et/ou herbacée (25,4 %), zones urbanisées (20,8 %), zones agricoles hétérogènes (7,3 %), espaces ouverts, sans ou avec peu de végétation (1,1 %).
L'évolution de l’occupation des sols de la commune et de ses infrastructures peut être observée sur les différentes représentations cartographiques du territoire : la carte de Cassini (XVIIIe siècle), la carte d'état-major (1820-1866) et les cartes ou photos aériennes de l'IGN pour la période actuelle (1950 à aujourd'hui).

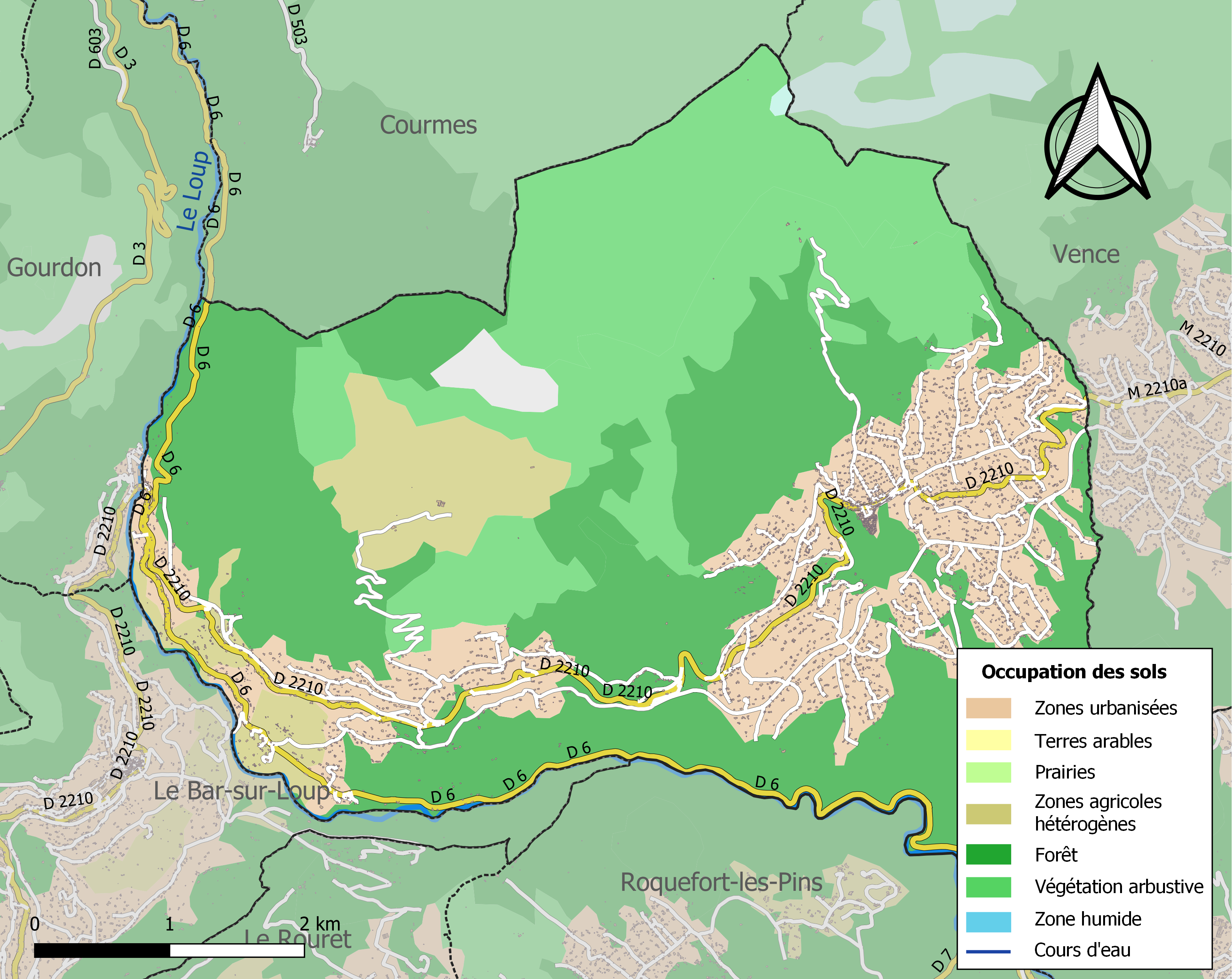
Carte de l'occupation des sols de la commune en 2018 (CLC).

### Habitat
D'après La Dépêche du Midi, Tourrettes-sur-Loup serait la troisième commune de France avec le plus faible taux de logement HLM (1,74 %), derrière Solliès-Toucas (0,79 %) et Le Castellet (1,03 %).

## Histoire

### Toponymie
Si l'on a longtemps pensé que le nom Tourrettes provenait du latin « Turris Alta » (lieu  d'observation élevé), il semblerait qu'il dérive en réalité du mot ligure *TOR (palier dans la montagne) comme en témoignent les nombreux toponymes Tourrettes présents dans la région.[réf. nécessaire]

### Préhistoire et Antiquité

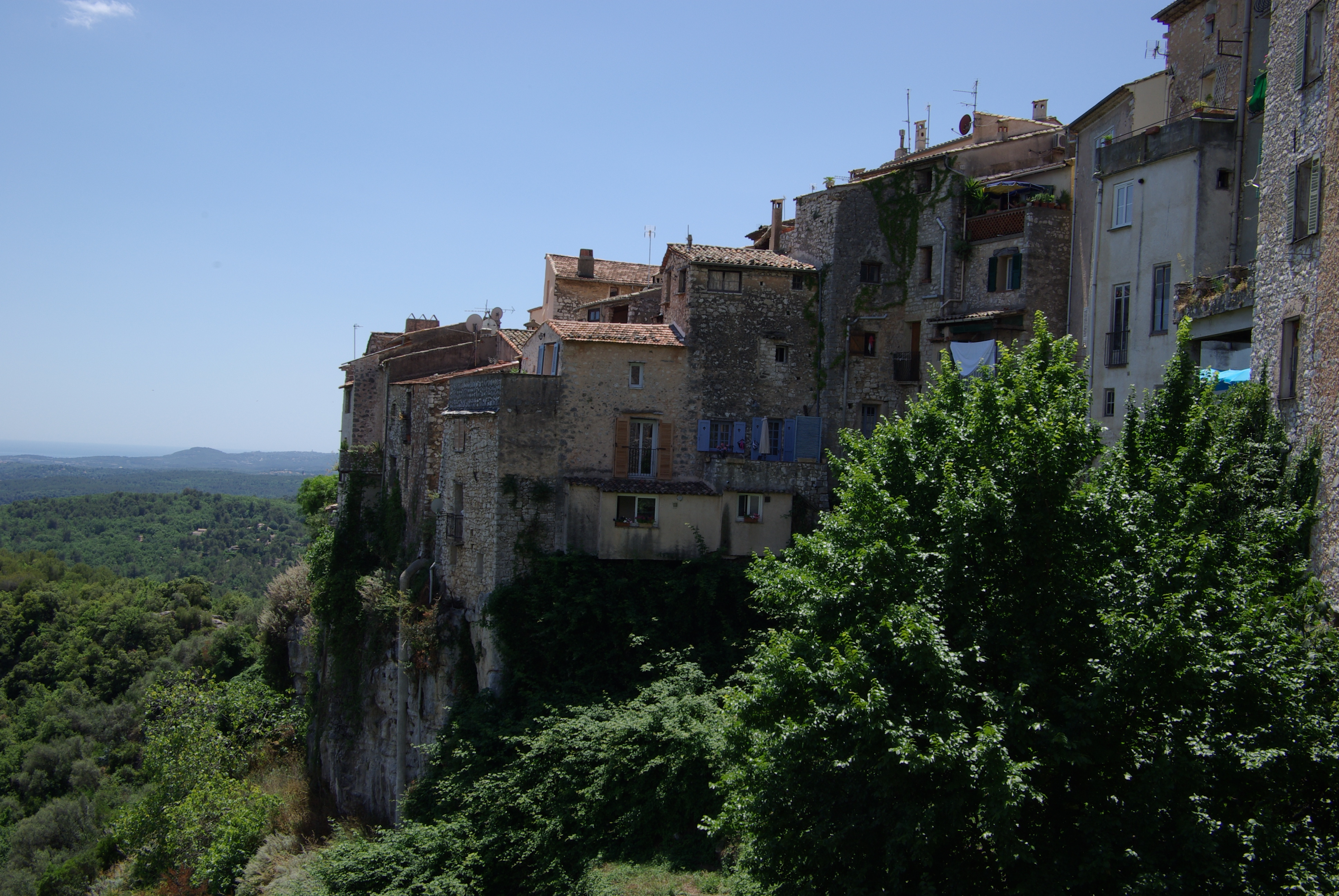
Maisons-remparts de Tourrettes-sur-Loup.

Le territoire de Tourrettes-sur-Loup est riche en sites préhistoriques et protohistoriques (17 y ont été recensés). En effet, dès le Paléolithique moyen, la grotte de la Baume Obscure et, surtout, celle de Pié Lombard ont été fréquentées. L’occupation paléolithique de Pié Lombard, datée d’environ 70 000 ans, a également livré quelques restes d’homme de Néandertal.
Quelques traces d’installation des derniers chasseurs nomades (Épipaléolithique et Mésolithique, entre 11 000 et 6 000 av. J.-C.) ont été identifiées à Pié Lombard et aux Courmettes.
Beaucoup plus près de nous, dans le courant du Ve millénaire av. J.-C., on observe quelques traces de fréquentation des grottes par les pasteurs et paysans du Néolithique moyen (Chasséen) : Baume Obscure, grotte de Schlumberger, petit abri du vallon de la Tuilière.
La fin du Néolithique (3500-2000 av. J.-C.) n’est documentée que par des sépultures collectives, qu’il s’agisse de mégalithes (Dolmen de Camptrassier, fouillé au début du XXe siècle) ou de grottes (Baume Obscure, grotte du Sanglier).
La plupart de ces sites ont été réutilisés au cours de l’âge du bronze (2000-750 av. J.-C.) mais à la fin de cette période on remarque des traces de fréquentation humaine sur les hauteurs (Courmettes, Les Sabières II).
Enfin, trois enceintes semblent avoir été édifiées au cours de l’âge du fer. Deux d’entre elles se situent sur le sommet de la Colle de Naouriès et la dernière, sur le pic des Courmettes. Toutefois, les fragments de céramique non tournée, ramassés sur chacun des sites, n’autorisent pas une datation précise. Des structures pouvant s’apparenter à des habitats ont été observées à l’intérieur ou dans le voisinage de chaque enceinte, mais elles sont peu nombreuses. En outre, l’altitude des sites (1 024 m et 1 248 mètres), et la pauvreté du sol, rendent difficile une implantation humaine à l’année. Certaines particularités architecturales observées dans les murs de l’enceinte (présence d’un enclos, dimensions importantes des ouvertures), permettent d’envisager la pratique d’activités pastorales, sur ces sommets.
La tradition locale veut qu'un oppidum celto-ligure se trouve sous le village actuel et se serait transformé en un camp romain occupé et ce jusqu'en 476. L'oppidum protohistorique n'est pas attesté. Quant à la présence d'un camp romain, on peut évoquer quelques blocs ouvragés en réemploi dans les murs du village, ainsi que quelques céramiques sigillées qui semblent évoquer le tracé possible d'une enceinte d'époque romaine. Un autel païen voué à Mercure (Ier siècle) est réemployé en tant que bénitier dans l'église Saint-Grégoire.

### Du Moyen Âge à la Révolution française
Le site subit à partir du Ve siècle les invasions barbares des Wisigoths, des Huns, des Francs et des Lombards. En 972, les Sarasins profitent de ce plateau tombant à pic, propice à la défense, pour y édifier une forteresse.
On fait référence au site de Tourrettes en 1024 sous le nom de Castrum de Torretis. La ville s'organise autour du château et les maisons construites jusqu'au bord des ravins servent de remparts.
La mort de la reine Jeanne Ire ouvre une crise de succession à la tête du comté de Provence, les villes de l’Union d'Aix (1382-1387) soutenant Charles de Duras contre Louis Ier d'Anjou. Puis Aix se soumet en octobre 1387, ce qui précipite le ralliement des carlistes, dont le seigneur de Tourrettes, Guichard de Villeneuve. Il obtient un « chapitre de paix » de Marie de Châtillon le 2 janvier 1388 et prête hommage à Louis II d'Anjou, âgé de dix ans.

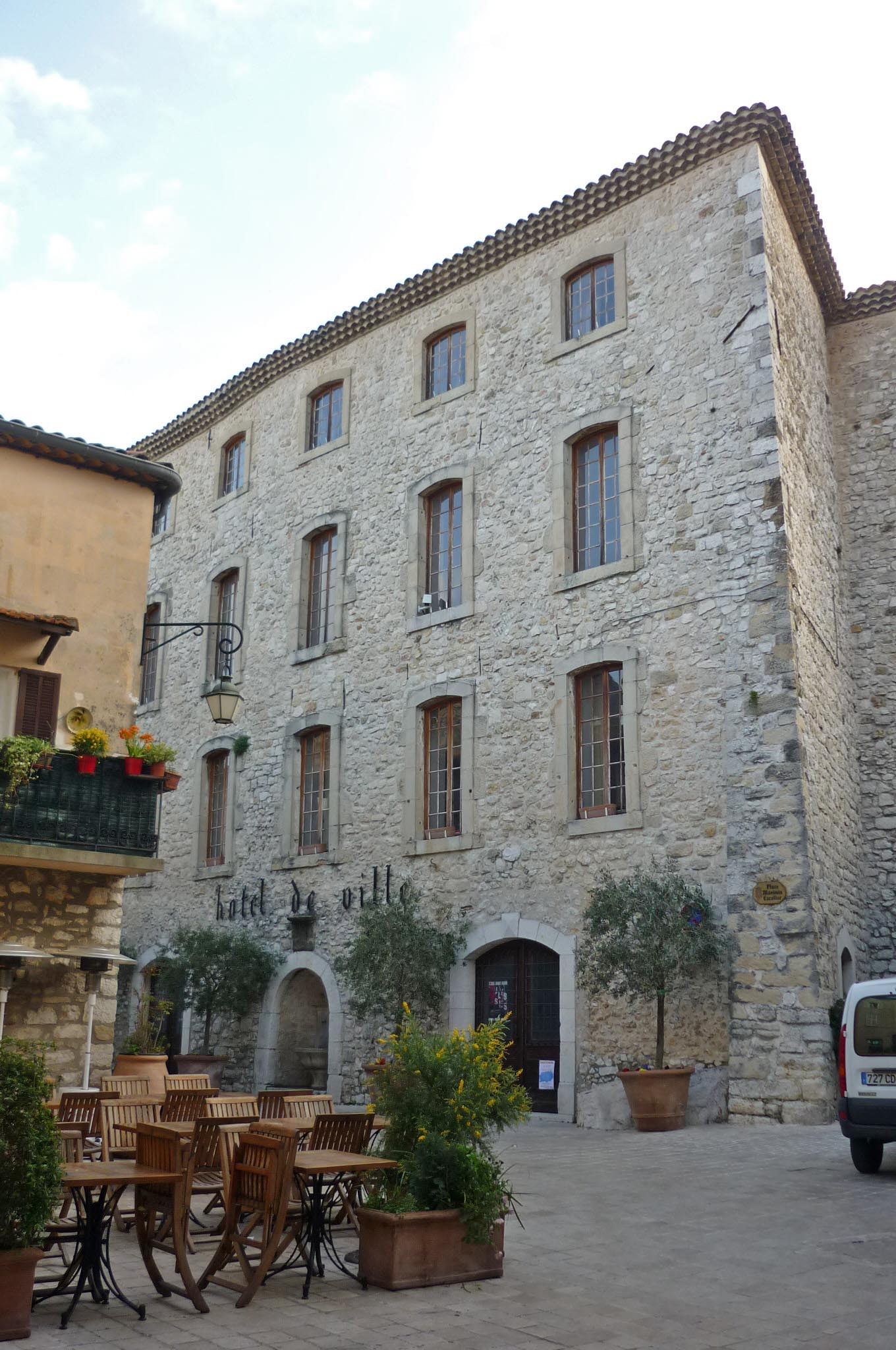
Hôtel de ville de Tourrettes-sur-Loup, ancien donjon des Villeneuve.

Lors de la dédition de Nice à la Savoie, en 1387, le village, possession des Grimaldi qui se sont ralliés à la Savoie, est confisqué par le comte de Provence et attribué à Guichard de Villeneuve, dit Bâtard de Vence, issue d'une branche illégitime des Villeneuve-Vence. Ses descendants conserveront la seigneurie jusqu'en 1789. La population s'empare alors du château et en fait son hôtel de ville, ce qu'il est toujours. Le dernier marquis s'enfuit mais est assassiné à Vintimille.

### Période contemporaine
En 1894, le village prend le nom de Tourrettes-sur-Loup avec les Chemins de fer de Provence.
Le village se développe et les cultures d'orangers à fleurs, de jasmins et de roses à destination des parfumeries de Grasse sont délaissées au profit du tourisme et de l'artisanat à partir des années 1950. Seules les cultures de l'olivier et de la violette, particularité marquante de la commune, ont survécu.

## Politique et administration

### Liste des maires
| Période | Période  | Identité               | Étiquette | Qualité                    |
| ------- | -------- | ---------------------- | --------- | -------------------------- |
| 1799    | 1807     | Michel Lions           |           |                            |
| 1807    | 1816     | Pierre Isnard          |           |                            |
| 1816    | 1821     | Pierre Curel           |           |                            |
| 1821    | 1822     | Michel Lions           |           |                            |
| 1822    | 1830     | Joseph Alexandre Curel |           |                            |
| 1830    | 1849     | Pierre Garent          |           |                            |
| 1849    | 1869     | Christophe Euzière     |           |                            |
| 1869    | 1873     | Émile Dominique Baussy |           |                            |
| 1873    | 1874     | Jean Joseph Raymond    |           |                            |
| 1874    | 1875     | Émile Dominique Baussy |           |                            |
| 1875    | 1879     | Paul Garent            |           |                            |
| 1879    | 1888     | Jean-Joseph Raymond    |           |                            |
| 1888    | 1896     | Camille Tajasque       |           |                            |
| 1896    | 1913     | Alexandre Giraud       |           |                            |
| 1913    | 1920     | Honoré Marius Bareste  |           |                            |
| 1920    | 1935     | Louis Duhet            |           |                            |
| 1935    | 1943     | Adolphe Augier         |           |                            |
| 1943    | 1961     | Eugène Geoffroy        |           |                            |
| 1961    | 1961     | Marius Honorat         |           |                            |
| 1961    | 1983     | Maximin Escalier       | DVD       |                            |
| 1983    | 1995     | Damien Bagaria (Père)  | DVD       |                            |
| 1995    | 2001     | Paul Ceuzin            | DVD       |                            |
| 2001    | 2014     | José Bertaina          | UDI       |                            |
| 2014    | 2020     | Damien Bagaria (Fils)  | SE        | Retraité fonction publique |
| 2020    | En cours | Frédéric Poma          | SE        |                            |

## Démographie
L'évolution du nombre d'habitants est connue à travers les recensements de la population effectués dans la commune depuis 1793. Pour les communes de moins de 10 000 habitants, une enquête de recensement portant sur toute la population est réalisée tous les cinq ans, les populations de référence des années intermédiaires étant quant à elles estimées par interpolation ou extrapolation. Pour la commune, le premier recensement exhaustif entrant dans le cadre du nouveau dispositif a été réalisé en 2005.

En 2022, la commune comptait 4 126 habitants, en évolution de +3,46 % par rapport à 2016 (Alpes-Maritimes : +2,85 %, France hors Mayotte : +2,11 %).
| 1793  | 1800  | 1806  | 1821  | 1831  | 1836  | 1841  | 1846  | 1851  |
| ----- | ----- | ----- | ----- | ----- | ----- | ----- | ----- | ----- |
| 1 169 | 1 180 | 1 099 | 1 115 | 1 146 | 1 273 | 1 179 | 1 211 | 1 061 |

| 1856  | 1861  | 1866  | 1872 | 1876  | 1881 | 1886 | 1891  | 1896 |
| ----- | ----- | ----- | ---- | ----- | ---- | ---- | ----- | ---- |
| 1 026 | 1 027 | 1 179 | 979  | 1 022 | 976  | 921  | 1 476 | 912  |

| 1901  | 1906 | 1911  | 1921 | 1926 | 1931 | 1936 | 1946 | 1954 |
| ----- | ---- | ----- | ---- | ---- | ---- | ---- | ---- | ---- |
| 1 049 | 875  | 1 044 | 881  | 933  | 834  | 810  | 734  | 894  |

| 1962  | 1968  | 1975  | 1982  | 1990  | 1999  | 2005  | 2006  | 2010  |
| ----- | ----- | ----- | ----- | ----- | ----- | ----- | ----- | ----- |
| 1 115 | 1 548 | 2 267 | 2 727 | 3 449 | 3 870 | 4 199 | 4 272 | 4 007 |

| 2015  | 2020  | 2022  | - | - | - | - | - | - |
| ----- | ----- | ----- | - | - | - | - | - | - |
| 3 995 | 4 063 | 4 126 | - | - | - | - | - | - |

## Économie

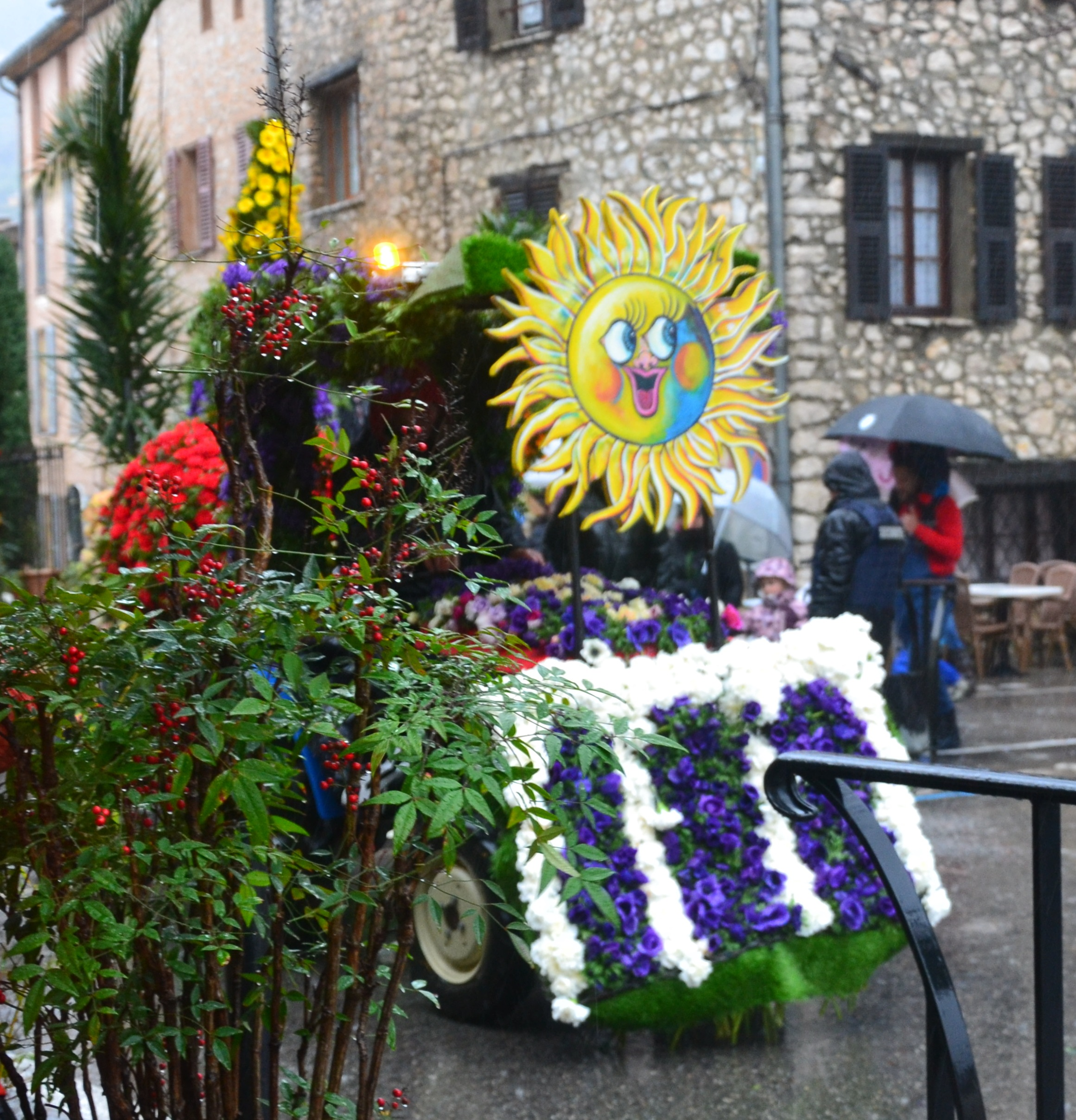
un des chars du corso de la fête de la violette 2024

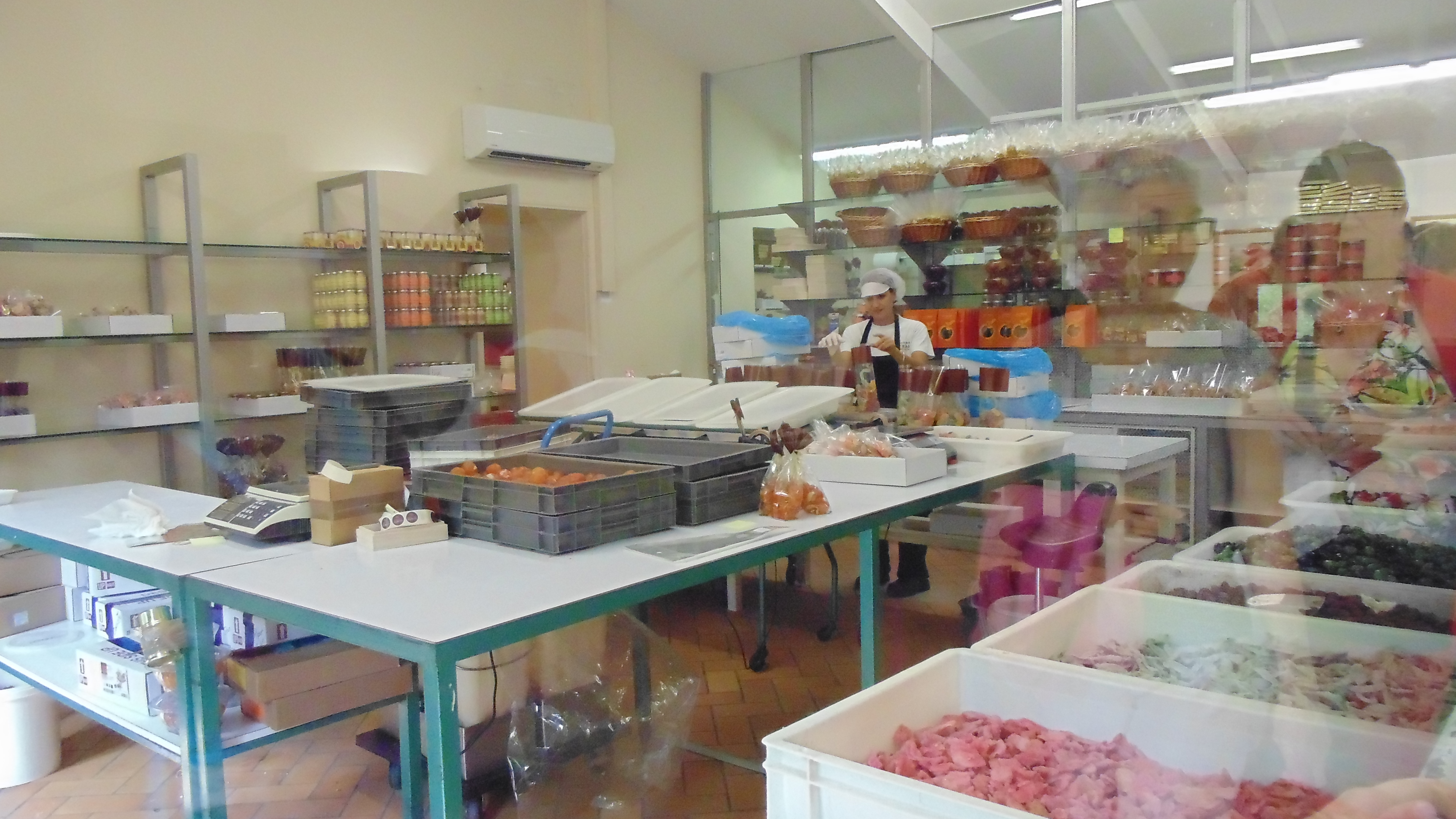
Confiserie Florian.

La cité est essentiellement un centre touristique et un lieu de résidence apprécié. La cité médiévale abrite un artisanat d'art réputé : tissages, poteries, peintures, sculptures, bijoux. L'économie locale est axée sur :
- La culture de la violette ;
- La confiserie : fleurs cristallisées, fruits confits, etc. ;
- L'artisanat d'art avec une quarantaine d'artisans, regroupés dans le village médiéval ;
- La production de fromage de chèvre bio ;
- L'apiculture ;
- La viticulture, la production locale de légumes ;
- Le tourisme : hôtels, restaurants, chambres d'hôtes, meublés et campings.

Quant à la charge fiscale supportée par les habitants, le taux d'imposition de la taxe d'habitation était pour 2008 et 2009 de 13,23 %. Elle se classe 53e sur les 193 communes les plus taxées des Alpes-Maritimes.

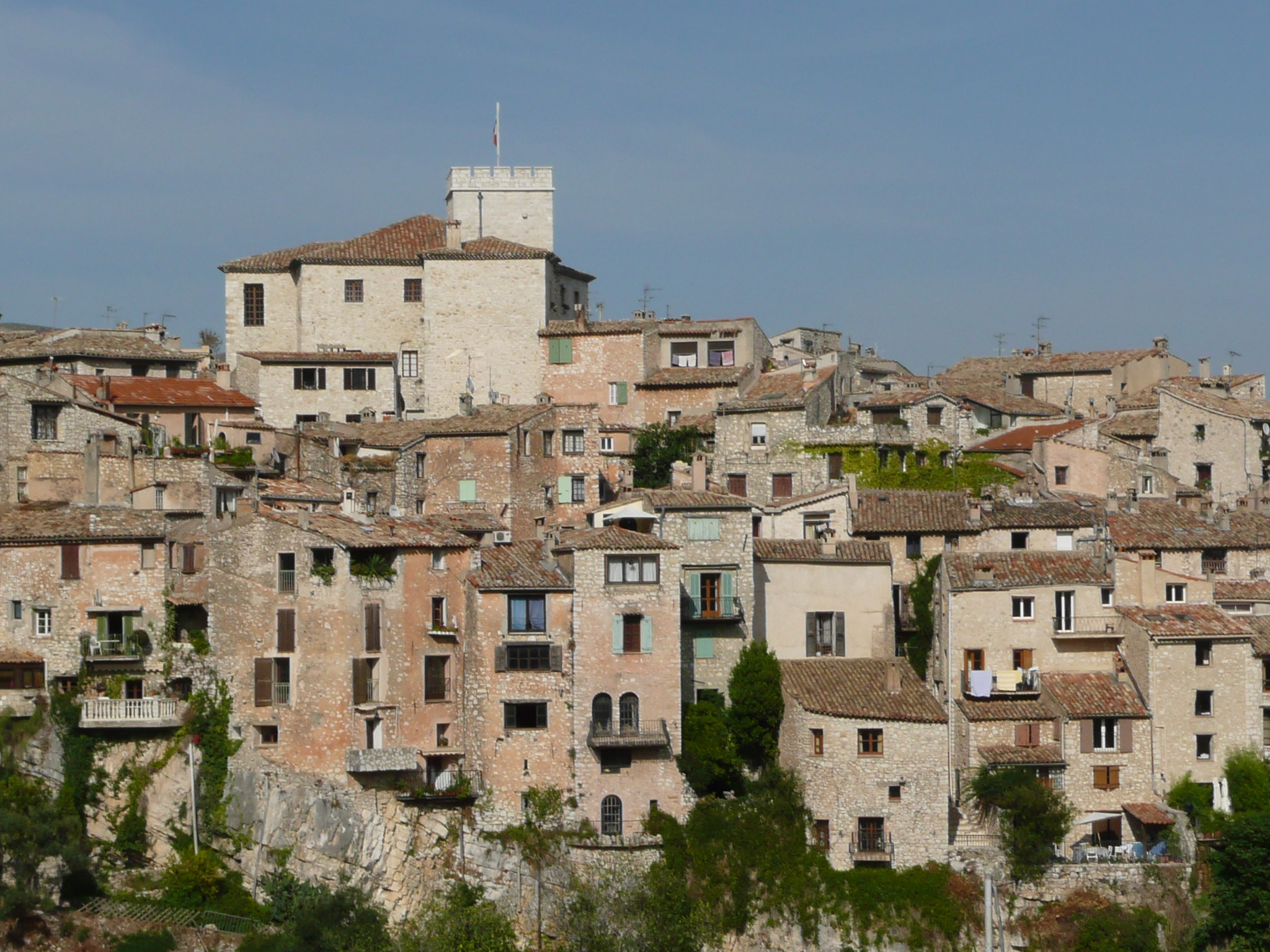
Vue du village médiéval.

## Culture locale et patrimoine

### Village

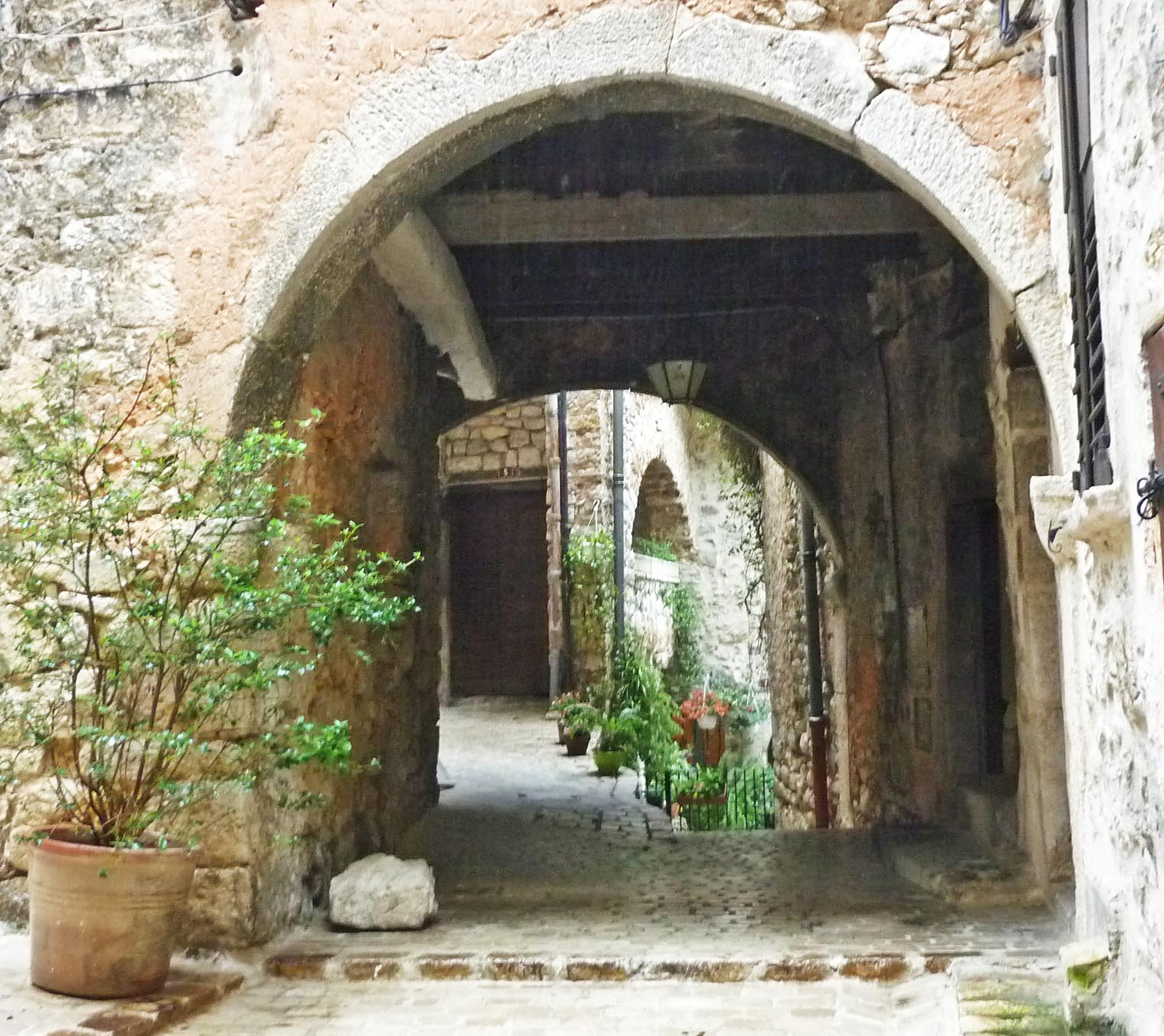
Passage couvert.

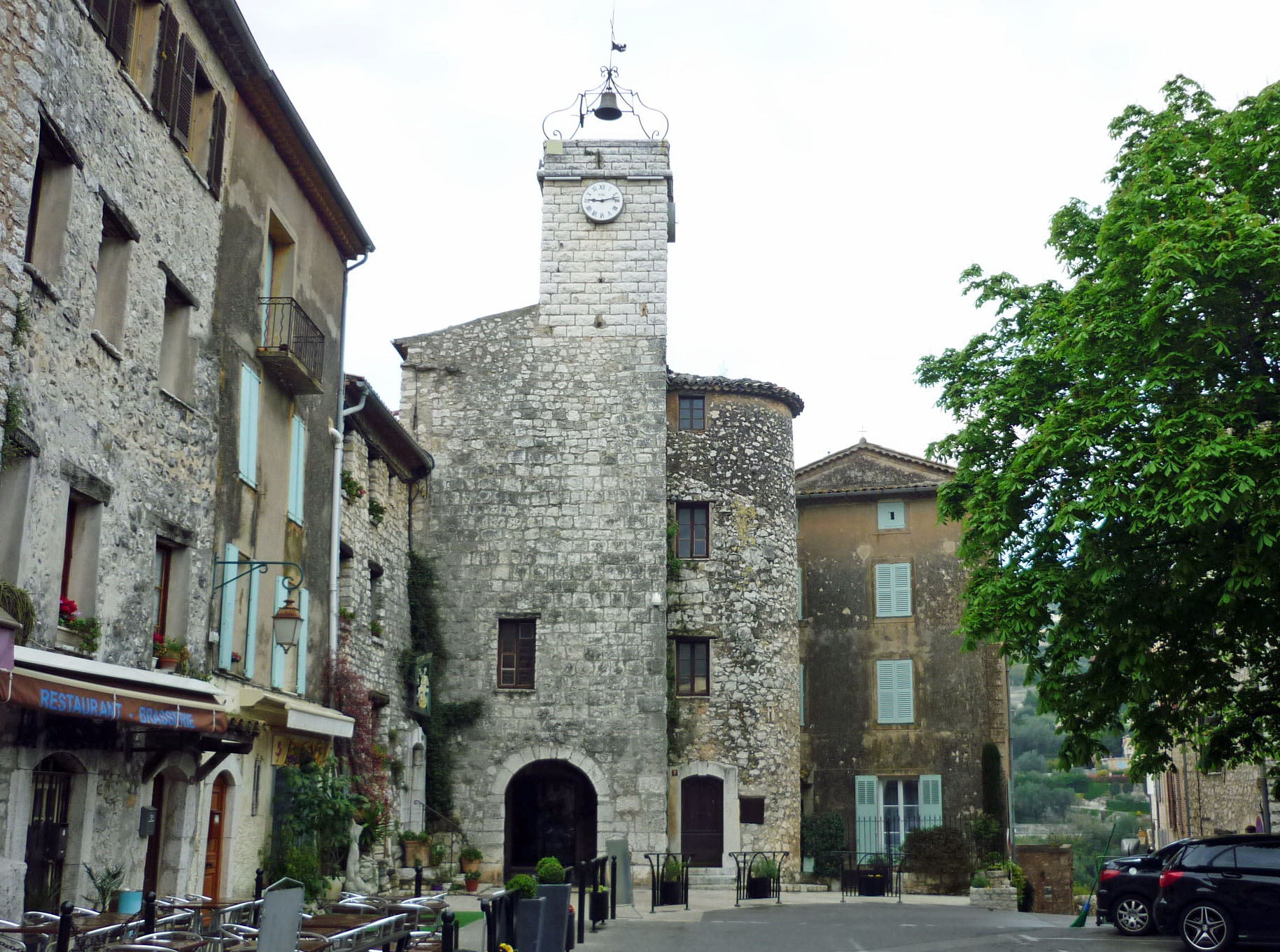
La porte de l'horloge, ou beffroi de Tourrettes-sur-Loup.

- Le village de Tourrettes-sur-Loup possède un caractère médiéval avec ses hautes maisons posées en remparts au-dessus de la vallée du Loup ;
- Ensemble médiéval du village (lacis de ruelles, voûtes, escaliers, porches, linteaux, etc.) ;
- Le beffroi (XIIe siècle), place de la Libération, percé d'une porte de plein cintre s'ouvrant sur la Grand-Rue, artère principale du village[30].

### Patrimoine civil
- La Bastide aux Violettes : musée consacré à la fleur de violette, inaugurée le 6 mars 2010[31] ;
- Les vestiges du viaduc du Loup (hameau de Pont-du-Loup) : achevé en 1892, le viaduc du Loup mesurait 310 mètres de long et 55 mètres de haut avec une courbe de 200 mètres. En 1944, les Allemands l'ont fait exploser. Plus tard, la Compagnie des grands travaux de Marseille a ordonné la destruction du viaduc qui menaçait de s'écrouler. Les piliers considérés comme non dangereux ont été conservés et représentent désormais le symbole du hameau auquel l'ancien ouvrage a donné son nom[32] ;
- L'ancienne commanderie de Templiers de Saint-Martin-de-la-Pelote, en ruine, à l'écart du village[33] ;
- L'Oreille de Gaïa (privé) : construction en pierre en forme d'oreille d'environ 40 m de long sur 10 m de large. Il s'agit d'une aire de battage d'époque moderne destinée au dépiquage des céréales.

### Châteaux
Quatre châteaux sont présents sur la commune :
- L'ancien château des Villeneuve (XVe siècle), dans le village médiéval ;
- Le château du Caire : c'est César de Villeneuve, seigneur de Tourrettes et de Malvans de 1630 à 1672, qui fait édifier cette demeure en 1646, flanqué de deux tours quadrangulaires en 1754 et 1765 avant d'être saisi à la Révolution et vendu ;
- Le château des Valettes (lieu de naissance de l'Amiral De Grasse) ;

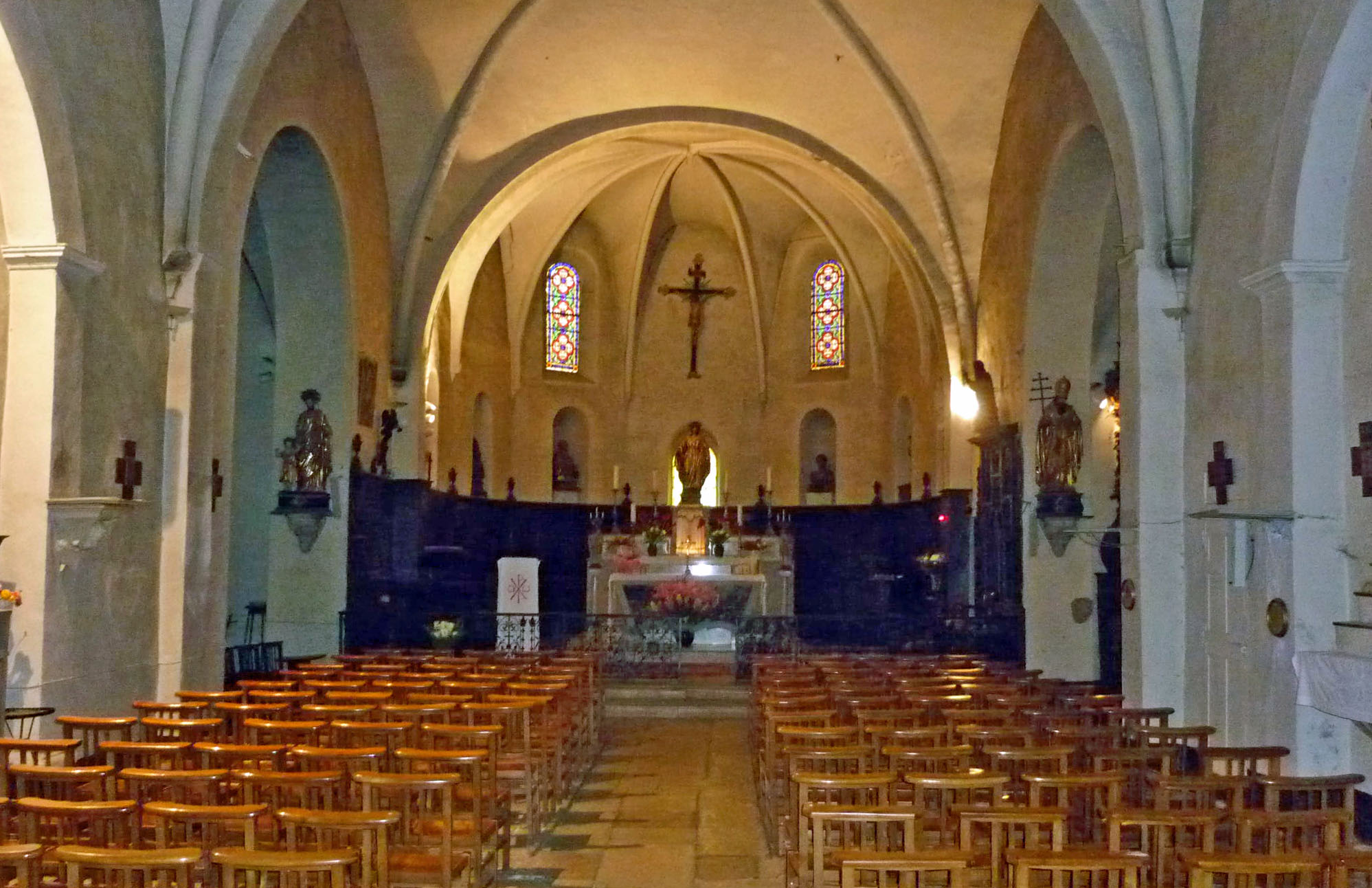
La nef de l'église Saint-Grégoire.

- Le château de Courmettes.

### Patrimoine religieux
- L’église Saint-Grégoire (XVe siècle) abrite un triptyque anciennement attribué aux Bréa, plusieurs retables dont deux en bois sculpté et doré, quelques statues du XVIIe siècle, d’autres œuvres en bois : bustes des XVe et XVIe siècles, reliquaires du XVIIe siècle. Derrière le maître-autel, autel païen du Ier siècle dédié à Mercure ;
- La chapelle Sainte-Madeleine, décorée de fresques contemporaines de Kralingen en 1953 ;
- La chapelle Saint-Jean (restaurée en 2005), décorée de fresques de Ralph Soupault.

### Divers
La devise de Tourrettes-sur-Loup est Mantenen se, qui signifie « Se maintenir » (c'est-à-dire « toujours debout, vaillant »), en occitan provençal.
Chaque deuxièmes ou troisièmes dimanches du mois de mars, la violette est mise à l'honneur au cours de la fête des violettes, avec des défilés de chars fleuris.
Une communauté non-violente fondée par Lanza del Vasto sur le modèle des ashrams de Gandhi s'est établie pendant quelque temps au début des années 1950 à Tourrettes-sur-Loup.

### Personnalités liées à la commune

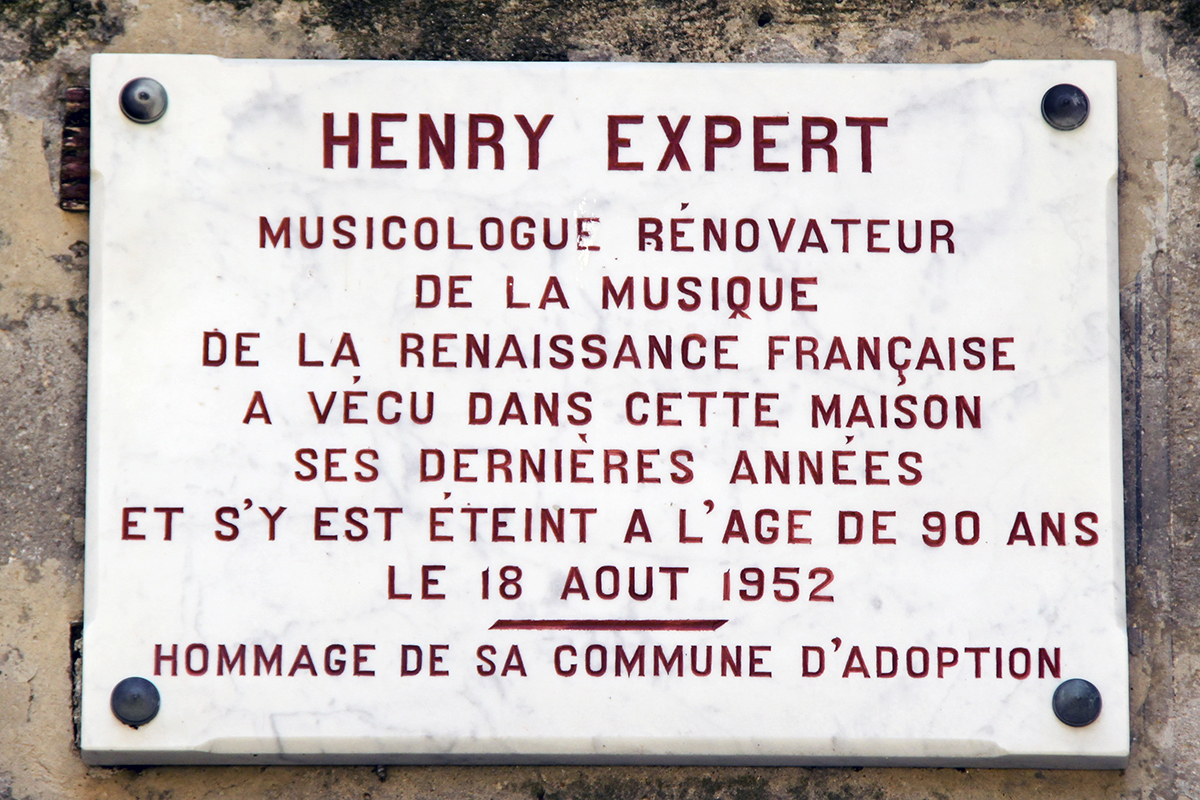
Plaque commémorative à Tourrettes.

- Émile Dominique Baussy, né à Vence le 11 juin 1836, élève de l'École des arts et métiers d'Aix, il devint agent secondaire des Ponts et Chaussées et attaché au bureau de l'Ingénieur en chef du Service spécial de la Durance à Marseille, puis nommé notaire à Tourrettes par décret du 5 mai 1867. Il y exerça jusqu'à fin avril 1877. Nommé maire de Tourrettes le 7 août 1869, il sera maintenu en 1870, démissionnaire en 1873, renommé en 1874 à la demande des habitants, il redémissionnera en 1875.
- Henry Expert (1863-1952), musicologue, spécialiste de la musique de la Renaissance en France, a vécu et est mort à Tourrettes-sur-Loup.
- Le compositeur Francis Poulenc (1899-1963) a vécu dans le village.
- Jacques Prévert (1900-1977) et ses amis Joseph Kosma, Alexandre Trauner ont séjourné pendant la Seconde Guerre mondiale à la pension Les Belles Terrasses, ancien hôtel de la place de la Mairie. Une plaque marque aujourd'hui cet honneur sur la maison. Le film Les Visiteurs du soir fut tourné à cette époque dans les environs. C'est à Tourrettes-sur-Loup que Jacques Prévert et Joseph Kosma ont composé Les feuilles mortes[36].
- Raphaël (dit Ralph) Soupault (1904-1962), dessinateur de presse, a résidé dans la commune de 1951 à 1962. Il a laissé des fresques d'inspiration religieuse dans la chapelle Saint-Jean.
- Seund Ja Rhee (1918-2009), artiste peintre coréenne, a vécu depuis 1968 jusqu'à son décès en 2009 à Tourrettes-sur-Loup. Elle construisit un atelier aux formes uniques (rappelant le ying et le yang), nommé Rivière Argent (La maison Rhee).
- Guy Bourguignon (1920-1969), chanteur français, membre des Compagnons de la Chanson, est enterré à Tourrettes-sur-Loup.
- Antti Lovag (1920-2014), habitologue, habita la Maison Gaudet (maisons bulles), une de ses créations. Dans les années 1960, il fut un des premiers, avec Pascal Häusermann et Jean-Louis Chanéac, à expérimenter en France une architecture organique, qui emprunte aux formes de la nature et tend à une liaison étroite avec les sites naturels.
- Le sculpteur montréalais Robert Roussil (1925-2013) a vécu et travaillé à Tourrettes de la fin des années 1950 à sa mort.
- Jacques Martin (1933-2007), le présentateur de L'École des fans sur Antenne 2, le réalisateur canadien David Cronenberg, l'humoriste Guy Bedos ont également habité la commune.
- Victor Linton a inventé la Fête des violettes.
- Peter Leslie est un historien anglais qui vécut trente ans à Tourrettes-sur-Loup. Il était un spécialiste de la Seconde Guerre mondiale. Il était marié à l'actrice Nicolette Bernard.
- Jean Ordan Juste parmi les nations[37].

### Héraldique
| Blason de Tourrettes-sur-Loup | Blason  | De gueules fretté de six lances d'or, entresemé de petits écussons du même, et sur le tout un écusson d'azur chargé d'une fleur de lys d'or. DeviseMentenen se. |
| Blason de Tourrettes-sur-Loup | Détails | Les armoiries de Tourrettes-sur-Loup reprennent celles des Villeneuve. Le statut officiel du blason reste à déterminer.                                         |